# JoKeR
JoKeR, eigentlich Jens Konnerth (* 30. Oktober 1976 in Timișoara, Sozialistische Republik Rumänien) ist ein deutscher Comiczeichner. Er lebt und arbeitet in Köln.
Sein erstes größeres Projekt war Zodiakk, ein Comic im Mangastil, der mithilfe der ehemaligen Anime-Zeitschrift MangasZene im Eigenvertrieb Verbreitung fand. JoKeRs bekannteste Arbeit ist die im Eidalon Verlag veröffentlichte Comicserie Katran, deren erster Band 2004 erschien, Ende nach Band 2. Lö-Samur-Ei, ein Webcomic, kam danach heraus.